# Humørekspressen
Humørekspressen / Ekspressen er en dansk dansktop musikgruppe, der blev dannet i 2017 af Klumben (vokal), Pharfar (trommer og vokal) og Chapper (bas og vokal) og Peber (guitar og vokal). Gruppen stillede op i Dansk Melodi Grand Prix 2019 med sangen "Dronning af Baren", og har udgivet to studiealbums.

## Karriere
Gruppens første single, "Godter på vej", røg direkte ind på førstepladsen af Dansktoppen i 2017. Gruppens debutalbum, En lille én udkom i 2017, og det blev kåret som Årets Dansk Top Album ved Dansktop Prisen i 2018.
Humørekspressen stillede op i Dansk Melodi Grand Prix 2019 med sangen "Dronning af Baren" den 23. februar i Jyske Bank Boxen i Herning. Humørekspressen kom ikke videre til superfinalen.
Ved Dansktop Prisen 2019 blev gruppen kåret til Årets Dansk Top Gruppe.
Den 10. maj 2019 udkom gruppens andet album, Til Ære for alle. Det modtog fire ud af seks stjerner i musikmagasinet GAFFA.
I 2020 lavede Lord Siva en coverversion af gruppens sang "Solhverv", som blev et stort hit.

## Diskografi

### Album
- En lille én (2017)
- Til Ære For Alle (2019)
- 2300 Paris (15. september 2023)

### Singler
- "Godter på vej" (2017)
- "Dronningen af Baren" (2019)
- "Solhverv" feat. Lord Siva (2020)